# Pochalla
Pochalla – miasto na wschodzie Sudanu Południowego, w stanie Boma, przy granicy z Etiopią.

## Transport
Miasto jest obsługiwane przez port lotniczy Pochalla.